# Geneng Duwur
Geneng Duwur is een bestuurslaag in het regentschap Sragen van de provincie Midden-Java, Indonesië. Geneng Duwur telt 1864 inwoners (volkstelling 2010).